# Gretl Schörg
Gretl Schörg est une chanteuse et actrice d'opérettes autrichienne, née le 17 janvier 1914 à Vienne (Autriche-Hongrie), décédée le 4 janvier 2006 à Vienne (Autriche).

## Biographie
Elle apprend d’abord le métier de sténographe.
Elle reçoit ses premiers rôles de théâtre à Vienne, Carlsbad, Mährisch-Ostrau et Marienbad. Elle chante plusieurs opérettes au théâtre de Ústí nad Labem. En 1940, elle se rend au Metropol-Theater de Berlin, où elle interprète Fritzi dans Frauen im Metropol de Ludwig Schmidseder.
Pendant la Seconde Guerre mondiale, elle tient des rôles secondaires puis, après la guerre, elle se fait connaître comme partenaire cinématographique de Johannes Heesters (Bel Ami en 1955) et Romy Schneider (Mam'zelle Cri-Cri en 1955).
Dans la première moitié des années 1950, elle participe à plusieurs opérettes de la Westdeutscher Rundfunk Köln sous Franz Marszalek. Plus rarement, elle participe des pièces radiophoniques.
Pour des raisons de santé, Gretl Schörg limite ses activités au début des années 1960 et met fin à sa carrière au début des années 1970. 
En avril 2004, elle reçoit la Croix d'Honneur autrichienne pour la Science et l'Art, 1re classe. (Österreichische Ehrenkreuz für Wissenschaft und Kunst I. Klasse)
En 2016, dans le 21e arrondissement de Floridsdorf à Vienne, le Gretl-Schörg-Weg porte son nom .

## Filmographie
(octobre 2023).
- 1943 : Kollege kommt gleich : Karin, Roberts Schwester
- 1944 : Der Mann, dem man den Namen stahl : Madame Marlen, Singer
- 1944 : Herr Sanders lebt gefährlich : Colette Francis, Singer
- 1948 : Intimitäten : Erika, Singer
- 1948 : Valse céleste (Der Himmlische Walzer) : Lillian Lord
- 1949 : Märchen vom Glück : Violetta Valona
- 1950 : Hochzeitsnacht im Paradies : Rosita Pareira
- 1950 : Eine Nacht im Separee
- 1950 : Dieser Mann gehört mir
- 1950 : Verlobte Leute
- 1950 : Schwarzwaldmädel : Malwine
- 1950 : Gruß und Kuß aus der Wachau : Miss Violet Hutton from California
- 1951 : Weh dem, der liebt! : Adrienne Dymo / Juliane Dymo
- 1951 : Der Blaue Stern des Südens : Yella
- 1952 : Saison in Salzburg : Therese Stolzinger
- 1953 : Sur la pointe des pieds
- 1953 : Der Feldherrnhügel
- 1953 : Die Fiakermilli : Fiakermilli
- 1953 : Lavendel : Eva
- 1953 : Hab' ich nur deine Liebe : Sophie Strasser
- 1955 : Die spanische Fliege : Miss Hilton
- 1955 : Mam'zelle Cri-Cri (Die Deutschmeister) : Hansi Führer
- 1955 : Seine Tochter ist der Peter
- 1956 : K. und k. Feldmarschall : Mizzi Elster, Soubrette
- 1956 : Auf Wiedersehn am Bodensee : Marianne
- 1957 : Bel Ami : Clothilde de Marelle
- 1958 : Meine 99 Bräute (de)
- 1959 : Geliebte Bestie : Olga
- 1959 : Jacqueline (de) : Mme Burg
- 1961 : Im schwarzen Rößl : Wirtin des Weißen Rößl
- 1961 : Nachsaison (TV) : Adele Schönfeldt
- 1962 : Vor Jungfrauen wird gewarnt
- 1962 : Lang, lang ist's her (TV) : Kordula
- 1962 : Die Kaiserin (TV) : Graefin Fuchs
- 1962 : Straße der Verheißung : Rita
- 1963 : Das Alte Hotel (série TV) : Mrs. Lilian Grill
- 1964 : Kolportage (TV)
- 1964 : Ihr erster Ball (TV) : Bettina von Schröder
- 1965 : Im Schlaraffenland (TV) : Lizzi Laffé
- 1966 : Ganovenehre : Red Erna
- 1966 : Das Märchen (TV) : Agathe Müller
- 1967 : Wiener Schnitzel
- 1969 : Die Fee (TV)
- 1969 : Donnerwetter! Donnerwetter! Bonifatius Kiesewetter : La Baronne Ziegler
- 1970 : Unsere Pauker gehen in die Luft
- 1971 : Immer die verflixten Weiber
- 1971 : Das Feuerwerk (TV) : Mutter
- 1971 : Die Tollen Tanten schlagen zu : Irene Wiedemann
- 1971 : L'Amour n'est qu'un mot (en) : L'infirmière
- 1972 : Kinderarzt Dr. Fröhlich
- 1972 : Meine Tochter - Deine Tochter : La directrice d'école
- 1977 : Derrick (TV) : Responsabilité partagée (Das Kuckucksei): Mme Stössl